# Lestodiplosis cincticornis
Lestodiplosis cincticornis är en tvåvingeart som beskrevs av Jean-Jacques Kieffer 1913. Lestodiplosis cincticornis ingår i släktet Lestodiplosis och familjen gallmyggor.
Artens utbredningsområde är Tanzania. Inga underarter finns listade i Catalogue of Life.